# Burg Reichenau (Münsingen)
Die Burg Reichenau ist eine abgegangene Höhenburg auf der 821 m ü. NHN hohen Ebene eines vorspringenden Berges im Bereich des Ortsteils Auingen der Gemeinde Münsingen im Landkreis Reutlingen in Baden-Württemberg.

„Übrigens findet man in der Nähe von Auingen noch auf der Ebene eines vorspringenden Bergs die Überreste einer Burg, Reichenau genannt, zu der eine Römerstraße hinführte. Vor wenigen Jahren waren diese Ruinen Gegenstand schatzgräberischer Versuche und Geistergeschichten.“

Die Burg wurde um 1100 von den Edelfreie von Gruorn erbaut und ist um 1300 verfallen. Der heutige Burgstall zeigt nur noch Wall- und Grabenreste.